# Reclusorio Oriente
El Reclusorio Oriente, también conocido como Reclusorio Preventivo Varonil Oriente, es una prisión ubicada en Ciudad de México, México. 

## Ubicación
El centro se encuentra ubicado en Calle de Reforma #100, en la colonia San Lorenzo Tezonco, en la alcaldía Iztapalapa de la Ciudad de México. Se halla cerca de la estación del metro Periférico Oriente de la línea 12. El icono de esta estación representa una torre de vigilancia, debido a la cercanía del reclusorio.

## Historia
Se construyó sobre una superficie total de 152 016 metros cuadrados, en donde originalmente se crearon 10 dormitorios, edificados en batería independientes de los dormitorios de ingreso y del Centro de Observación y Clasificación, para una capacidad inicial de 1500 internos. Se inauguró el 26 de agosto de 1976; fue a este lugar donde se canalizó parte de la población interna del Palacio de Lecumberri y de los reclusorios de las alcaldías Xochimilco, Álvaro Obregón y Coyoacán de la ciudad.
Cuenta con una capacidad instalada para una población de 5604 internos, en ocho dormitorios, seis dormitorios anexos, seis dormitorios bis, Área de Ingreso, Centro de Diagnóstico, Ubicación y Determinación de Tratamiento y el Módulo de Máxima Seguridad, con una superficie construida de 60 171 metros cuadrados.
Su población está conformada por personas de 29 estados de la República, así como de 20 diferentes nacionalidades. De los estados, hay 2748 reclusos, solo Nayarit y Yucatán no tienen presos en la Ciudad de México. Baja California Sur tiene solo uno, y Quintana Roo, cuatro. Los estados con mayor cantidad de internos son: el estado de México, con 955; Veracruz, con 296; Puebla, con 248; Oaxaca, con 206, y Guerrero, con 165.[cita requerida]
En cuanto a los residentes internacionales, hay 67 extranjeros: 13 de ellos, de Colombia. En los registros, hay 10 internos pertenecientes a Guatemala e igual cifra procedentes de Venezuela, seis de Costa Rica, cuatro de Cuba e igual número de Estados Unidos. Honduras y Rumanía tienen presencia en el reclusorio con tres internos cada país, mientras que de Perú y El Salvador se tiene registro de dos internos.[cita requerida]
Países como Ecuador, Brasil, Argentina, Singapur, Turquía, República Dominicana, Canadá, España, República Checa y República del Congo tienen aquí solo un interno.[cita requerida]
En 2009, se filmó en este reclusorio la película documental mexicana Presunto Culpable, que puso en evidencia las injusticias y corrupción del sistema penitenciario mexicano.[cita requerida]

## Actividades
Las principales actividades escolares que se imparten a la población interna son: alfabetización, educación básica (primaria y secundaria), educación media superior (bachillerato o preparatoria) y superior por parte de la Universidad Autónoma de la Ciudad de México, que ofrece tres licenciaturas: Licenciatura en Derecho, Creación literaria, Ciencia Política y Administración Urbana, siendo el Programa de Educación Superior en Centros de Readaptación Social PESCER-UACM en convenio con la Dirección General de Prevención y Readaptación Social del Distrito Federal ÚNICO en su modalidad en América Latina que imparte las clases dentro de aulas del penal con la permanencia de profesores-investigadores de la Universidad. 
En cuanto a las actividades deportivas, se practica fútbol americano, y se cuenta con dos equipos: “Gladiadores” y “Raptors”, fútbol, fútbol sala, baloncesto, voleibol, frontón, tenis y yoga.
Los internos pueden participar también en actividades culturales y recreativas: grupos de teatro, grupos musicales, coros y clubes de ajedrez y grupos musicales; el más famoso es el mariachi “Son de Oriente”, que toca en las bodas comunitarias y otros eventos importantes dentro del penal.

## Corrupción dentro del Penal
Diariamente se cobra el pase de lista de los internos, registrado por Documenta Organización Civil. El pase de lista es un sistema que funciona para que no haya fugas fuera del penal, sin embargo, se ha convertido en una renta económica y deja ganancias hasta de 111,800 pesos diarios por cobro de pase de lista que consta de $5.00 pesos por interno como mínimo y si te "cuelgas" que es no pasar a tiempo la lista el costo incrementa a $10 pesos, por supuesto que puedes llegar a un arreglo con los custodios y no pasar lista, el costo por esto es de $20 a $100 pesos dependiendo el dormitorio. También se cobra el derecho a visitas en ingreso $20 pesos por visita y $50 pesos por usar mesa, así mismo en ingreso se cobra $700 semanales por derecho de piso a los internos por estar ahí y centro de observación y clasificación $400 pesos semanales, pasar por el túnel de juzgados y locutorios para hablar con los abogados también tiene un costo[cita requerida].